# Internationale Antiracisme-conferentie te Genève
De Internationale Antiracisme-conferentie 2009 of Durban Review Conference (of Durban II) van de Verenigde Naties van 20 tot en met 24 april 2009 te Genève was de vijfdaagse vervolgconferentie op de conferentie te Durban in 2001, de  Wereldconferentie tegen racisme, rassendiscriminatie, vreemdelingenhaat en onverdraagzaamheid.
De conferentie was de vierde in een reeks. Eerdere edities waren georganiseerd in 1978, 1983 en 2001. Evenals tijdens de voorgaande bijeenkomst in Durban was er veel nadruk gelegd op het beleid van Israël door landen als Libië en Iran die mede de agenda bepaalden. Tien landen besloten de conferentie te boycotten, omdat de ontwerp-slotverklaring zou voortborduren op "Durban".

## Boycot

Geen informatie.
Zwitserland (gastland).
Landen die betrokken waren bij de organisatie (en die aanwezig waren).
Landen die hun komst bevestigd hebben.
Landen die de conferentie hebben geboycot.

De conferentie was van begin af aan al omstreden. Critici hekelden meteen al de datum waarvoor gekozen was, waarop de conferentie zou beginnen: die viel samen met de 120e geboortedag van Adolf Hitler en het was tevens de dag waarop door de wereldwijde Joodse gemeenschap de Holocaust wordt herdacht..
In januari 2008 besloot Canada als eerste land dat het de conferentie zou boycotten. De regering wees op de intolerantie en het antisemitisme van de conferentie in 2001 en trok de conclusie dat de conferentie in 2009 eenzelfde weg zou volgen. In totaal bleven nog acht landen weg van de conferentie, te weten Israël, Verenigde Staten, Nederland, Duitsland, Italië, Polen, Australië en Nieuw-Zeeland onder meer wegens het van haat doortrokken anti-Israël-geluid van een aantal Arabische landen en Iran. Landen als Frankrijk, Tsjechië en Groot-Brittannië, die wel gingen, hadden lagere diplomaten gestuurd. Tsjechië trok naar aanleiding van de toespraak van de Iraanse president zijn delegatie terug van de conferentie. De mensenrechtenorganisatie Amnesty International vond het wegblijven "uiterst teleurstellend gezien de langdurige en moeilijke onderhandelingen, zelfs naar VN-maatstaven" die eraan vooraf waren gegaan. De organisatie uitte tevens haar twijfel over de motivering: "Echte overtuiging in de strijd tegen racisme vereist dat regeringen zich hier laten zien en staan voor wat goed is en krachtig datgene afwijzen waartegen bezwaar gemaakt kan worden."
In april 2009 werd door minister van Buitenlandse Zaken Verhagen bekendgemaakt dat de regering besloten had dat Nederland niet zal deelnemen aan deze omstreden conferentie. Hierover werd door Verhagen namens de regering middels een brief verantwoording afgelegd aan de Tweede Kamer.
Deze conferentie was "te belangrijk om te laten misbruiken voor politieke doeleinden en aanvallen op het Westen", aldus Verhagen. Volgens hem misbruikt een aantal landen dat zelf "nog heel wat te doen heeft op het gebied van mensenrechten" de top om religie boven de rechten van de mens te stellen en de vrijheid van meningsuiting onnodig in te perken, discriminatie op grond van seksuele geaardheid te negeren, en impliciet Israël als enige land "in de beklaagdenbank te zetten".
Nederland had meerdere keren alternatieve tekstvoorstellen ingediend. Desondanks bleef de sfeer grimmig, en waren westerse landen het doelwit van politieke aanvallen. Voor Nederland ontbrak daardoor het vertrouwen op een aanvaardbare verklaring.
De Belgische minister van Buitenlandse Zaken De Gucht (Open VLD) ging wel naar Genève en zou op 23 april de conferentie toespreken.
"De minister is altijd van plan geweest om er het Belgische standpunt inzake racisme en discriminatie te verdedigen", verklaarde Bart Ouvry, de woordvoerder van de minister. "België maakte deel uit van het groepje landen dat de slottekst uitwerkte en speelde een beslissende rol in het dossier in Durban in 2001." Dat De Gucht mogelijk de enige EU-minister van Buitenlandse Zaken zou zijn die persoonlijk de conferentie bezocht, maakte op hem geen indruk.

## Speech Ahmadinejad
De Iraanse president Ahmadinejad hield op de openingsdag een toespraak die ontaardde in een tirade tegen Israël en het Joodse volk. Tientallen diplomaten verlieten tijdens de toespraak de zaal, toen hij Israël, zonder dit land met de naam te noemen, "het meest onderdrukkende, wreedste en meest racistische regime" noemde, en het van genocide beschuldigde. Dit betrof meer dan twintig diplomaten: de afgevaardigden van nagenoeg alle EU-landen die wél waren gekomen.
De VS, Europa en Israël dreigden volgens Ahmadinejad de wereld te "ontwrichten" en Israël zou in het leven zijn geroepen "onder voorwendsel van het Joodse lijden" in de Tweede Wereldoorlog. De westerse landen, zo citeerde het staatspersagentschap IRNA de president, "zijn de wortel van alle maatregelen tegen de mensenrechten over de hele wereld". Spilpunt van het westerse kwaad zou de schepping zijn geweest van "de zionistische staat", zo is te lezen in een andere beschouwing: die zou niet hebben gediend om voor de Joden een thuis te stichten, maar om "toegang te krijgen tot een van de meest strategisch gevoelige plaatsen van de wereld die bovendien in het hart van de islamitische wereld ligt".
Volgens hem zouden "zionisten" in de Amerikaanse regering samen met de wapenindustrie een Amerikaanse aanval op Iran voorbereiden. Ook de Veiligheidsraad van de VN moest het ontgelden, "die de afgelopen zestig jaar geholpen heeft het bezettingsregime te stabiliseren en het de vrije hand heeft gegeven bij allerlei wreedheden". Westerse regeringen zouden het volgens hem hebben opgenomen voor de "racistische plegers van genocide". Zionisme noemde hij "het toonbeeld van racisme".
Enkele keren werd zijn toespraak onderbroken door demonstranten op de publieke tribune. Drie als clowns verklede betogers moesten wegens verstoring van de orde uit de zaal worden verwijderd.
De Britse VN-ambassadeur repte over "schandelijke antisemitische opmerkingen", waarvoor op een VN-conferentie tegen racisme geen plaats zou moeten zijn. De Franse president Sarkozy noemde de toespraak vanuit Parijs een "onverdraaglijke oproep tot racistische haat".
Tsjechië besloot de conferentie voorgoed te verlaten. Zuzana Opletalová, de woordvoerster van het Tsjechische Ministerie van Buitenlandse Zaken, gaf via een persbericht als reden aan: "Zoals ook het geval is met een aantal van onze democratische partners (...) kunnen wij onze aanwezigheid op deze conferentie niet verantwoorden omdat wij anders de compleet onaanvaardbare aanvallen op Israël zouden legitimeren, die niets anders zijn dan een herhaling van toestanden zoals tijdens de voorgaande conferentie in 2001, die zoals bekend een erg negatieve impact hadden. "
De Franse minister van Buitenlandse Zaken, Bernard Kouchner, had vóór de conferentie reeds gewaarschuwd dat de Franse diplomatieke vertegenwoordiger de zaal onmiddellijk zou verlaten indien Ahmadinejad zijn toespraak zou gebruiken voor aanvallen op Israël.
De Noorse minister van Buitenlandse Zaken, Støre, die niet wegliep tijdens Ahmadinejads toespraak, hield meteen na Ahmadinejad zijn speech waarin hij de voorgaande spreker ervan betichtte te zijn ingegaan tegen "de geest van waardigheid van de conferentie". "Noorwegen zal niet accepteren dat iemand die helemaal alleen staat de collectieve inspanningen van velen kaapt."
Støre verklaarde later over Ahmadinejad: "Hij zit midden in zijn verkiezingscampagne, hij voert zijn show op en hij krijgt wat hij wil als er in de zaal chaos ontstaat. Als we weglopen omdat we het ongemakkelijk vinden om onze ideologische tegenstanders te ontmoeten, heeft de wereld daaronder te lijden. Je schiet er maar weinig mee op om het podium aan de Iraanse president te laten."
De Pakistaanse ambassadeur in Genève vond dat Ahmadinejad, "als we geloven in de vrijheid van meningsuiting", het recht heeft te zeggen wat hij wil. "En veel mensen in de islamitische wereld zullen het eens zijn met veel van wat hij gezegd heeft, bijvoorbeeld over de situatie in Palestina."
Secretaris-generaal Ban Ki-moon van de VN zou van tevoren met Ahmadinejad hebben overlegd, in een poging hem tot een gematigder standpunt te brengen. Na afloop van de toespraak zei Ban dat de Iraniër nu de conferentie "misbruikt" had "om verdeeldheid te zaaien, beschuldigingen te uiten en zelfs op te hitsen".
 De ophef die de Iraanse president Ahmadinejad veroorzaakte was dusdanig groot, dat pas enige tijd later duidelijk zou worden dat zijn omstreden rede een afgezwakte versie was geweest: aanvankelijk stonden in zijn tekst enkele zwaarbeladen woorden, die hij na een gesprek met secretaris-generaal Ban Ki-moon zou hebben besloten achterwege te laten.
Volgens door de VN bevestigde berichten zou de Iraanse president van plan zijn geweest in zijn toespraak de massamoord op de Joden tijdens de Tweede Wereldoorlog te bestempelen als "dubbelzinnig en twijfelachtig", maar op het laatste moment zijn tekst hebben gewijzigd. De westerse landen zouden na de Tweede Wereldoorlog hun toevlucht hebben genomen tot "militaire agressie" om een gehele natie (de Palestijnen) "dakloos te maken, onder het voorwendsel van het Joodse lijden en met misbruik van de kwestie van de Holocaust". In de oorspronkelijke tekst was de frase "en met misbruik van de kwestie van de Holocaust" nog "en de dubbelzinnige en twijfelachtige kwestie van de Holocaust".
Woordvoerders van de VN en van de Iraanse delegatie wilden niet ingaan op de wijziging. Secretaris-generaal van de VN Ban Ki-moon verklaarde wel dat hij bij het voorafgaande gesprek met de Iraanse president hem eraan zou hebben herinnerd dat de VN in het verleden resoluties had aangenomen "waarin de vergelijking van zionisme met racisme wordt herroepen, en de historische feiten omtrent de Holocaust worden herbevestigd". De VN hadden in resoluties bepaald dat de gelijkstelling van zionisme en racisme onjuist is, en dat de Holocaust als historisch feit vastgesteld is.
Ondanks alle opwinding en verontwaardiging op de eerste dag, zou de racismeconferentie zeker niet al een mislukking kunnen worden genoemd, vond de Franse minister Kouchner. "Het is het begin van een succes. Wij hebben de conferentie niet verlaten, we zijn weer terug." De boycot van de conferentie door de VS, in weerwil van hun streven naar een "dialoog met Teheran" noemde hij "meer dan een paradox: het zou weleens een echte fout kunnen zijn.".

## Slotverklaring
De conferentie in Genève eindigde met de aanvaarding van een slotverklaring door 182 landen. In deze uiteindelijke verklaring werd Israël niet meer genoemd. De hoge commissaris voor Mensenrechten van de VN, de Zuid-Afrikaanse Navy Pillay, een voormalig rechter van het Internationaal Strafhof (ICC) in Den Haag, hekelde ondertussen een "grootschalige en goed georganiseerde campagne van desinformatie", waarmee in de media en op internetfora geprobeerd zou worden de conferentie als een "mislukking" te bestempelen. De bijeenkomst zou in haar terugblik ondanks alle problemen een "succesverhaal met heel veel goodwill" zijn geweest.
Ze noemde de slotverklaring een "goed document". Ze wees erop dat in de tekst antisemitisme werd betreurd en stelde dat "de Holocaust nooit vergeten mag worden".

## Reacties en kanttekeningen

### Nederland
Het besluit van de Nederlandse regering de conferentie te boycotten kreeg ook kritiek te verduren. Opgemerkt werd dat op de conferentie zou worden gepoogd critici "van godsdiensten" de mond te snoeren, waarmee dan vooral de islam zou zijn bedoeld. Die pogingen zouden niet op zichzelf staan.
De Mensenrechtenraad van de Verenigde Naties had een maand eerder een resolutie tegen de "belastering van godsdiensten" aangenomen, op initiatief van Pakistan. Daarin werden landen opgeroepen wetgeving te ontwikkelen om het belasteren van religies tegen te gaan. De Mensenrechtenraad meende dat belastering van godsdiensten een "belediging" zou zijn van de menselijke waardigheid en een beperking van de vrijheid van haar aanhangers. Tegenstanders van de resolutie noemden dit een zorgelijke ontwikkeling, die haaks zou staan op het idee achter mensenrechten: de bevordering en bescherming van individuen, en niet van abstracte ideologieën zoals religies.
De aanvankelijke ontwerptekst van de slotverklaring van de conferentie te Genève stelde ook dat belastering van de islam en andere godsdiensten als "racisme" moest worden gezien en als een "schending van mensenrechten". Die opvatting zou haaks staan op het recht op vrije meningsuiting.
Onduidelijk was wat er precies bedoeld werd met "belediging" of "laster" en wie dat uitmaakte. In het internationale recht is laster een uitspraak over een persoon die onwaar is en de reputatie van betreffende persoon zou beschadigen. Men kan zich echter afvragen of religies een "reputatie" (kunnen) hebben en of die dan zou kunnen worden beschadigd: kan het bekritiseren van uit religieuze opvattingen voortkomende praktijken, zoals de discriminatie van vrouwen of homoseksuelen, ook het "belasteren van een godsdienst" zijn? Die gedachtegang zou zélf tot een inperking van de vrijheid van levensbeschouwing en religie leiden, wanneer kritiek kan door autoritaire regimes gezien wordt als laster waartegen moet worden opgetreden. Dan zou elk afwijken van een officiële en dominante religie al een mensenrechtenschending opleveren.
In de afgezwakte uiteindelijk versie werd "belastering" vervangen door "de negatieve stereotypering van religies". Desalniettemin zou de uiteindelijke tekst nog de vrijheid van meningsuiting onderwaarderen en een neiging tonen religie boven mensenrechten te stellen, terwijl er ook nog een anti-Israël gezindheid in kon worden bespeurd en slechts beperkte aandacht voor discriminatie zou zijn.
Enig tijd na afloop van de omstreden conferentie, op 4 mei 2009, lichtte minister Verhagen de Tweede Kamer per brief verder in over het wegblijven van Nederland. De belangrijkste genoemde argumenten: "ondanks een consistente en constructieve Nederlandse inzet tijdens het voorbereidingsproces, voldeed de slottekst niet volledig aan de Nederlandse eisen. Ook tijdens de discussies over het slotdocument in het voorbereidende comité (prepcom) vlak voor de conferentie, kon geen overeenstemming bereikt worden over voorstellen die aan de Nederlandse inzet tegemoetkwam." Tevens vreesde Verhagen dat de conferentie misbruikt zou worden voor "onacceptabele, zelfs haatzaaiende uitspraken". Hij verklaarde het triest te vinden te hebben moeten constateren daarin gelijk te hebben gekregen: "De Iraanse president heeft over de ruggen van slachtoffers van racisme deze conferentie misbruikt om vraagtekens bij de Holocaust te plaatsen, Israël te delegitimeren, de vrijheid van meningsuiting ter discussie te stellen en bepaalde vormen van discriminatie – zoals die op grond van seksuele geaardheid – te negeren."
Door het wegblijven van Nederland zou Nederland niet in staat zijn geweest welke waarden dan ook te verdedigen. Door weg te lopen tijdens de toespraak van de Iraanse president zouden de Europese afgevaardigden de internationale dialoog letterlijk de rug hebben toegekeerd. Noorwegen bleek het enige westerse land dat diens antisemitische uitspraken meteen in ferme bewoordingen veroordeelde. Daarin zou het bijval krijgen van de secretaris-generaal van de Organisation of Islamic Conference, het Islamitisch blok in de Verenigde Naties. Een woordvoerder daarvan verklaarde dat de conferentie geen antisemitische onderneming moest zijn. Diverse Latijns-Amerikaanse landen sloten zich daarbij aan. Zij spraken zich tevens uit tegen discriminatie op grond van seksuele oriëntatie.
De Europese Unie zou volgens critici "een modderfiguur" hebben geslagen met het weglopen en vooral het bij voorbaat al wegblijven van een aantal lidstaten. Indien binnen de EU-lidstaten verdeeld is, hoe zou de wereld dan op Europa kunnen vertrouwen voor het bouwen van bruggen om racisme, discriminatie en xenofobie tegen te gaan?.

### Iran
In de Iraanse media werd de rede van de president geprezen: "Roep om rechtvaardigheid in het hart van Europa. Ahmadinejad maakt westerse racisten kwaad", kopte de regeringskrant Iran. Volgens het conservatieve dagblad Vatan Emrouz klonk er in Genève "applaus voor de Iraanse logica". Volgens andere conservatieve krant, Jamejam, wekte Ahmadinejad "de woede van de zionisten".
De kritische, hervormingsgezinde kranten in Iran richtten zich op de reacties van de westerse diplomaten, die en masse de zaal in Genève verlieten. De toespraak van Ahmadinejad was enigszins controversieel, constateerden zowel Etemaad als Etemad-e Melli droogjes. Kritiek op de president ontbrak.
Ofschoon Ahmadinejad het in zijn rede nog had over "de ontstellende gevolgen van Europees racisme", trok hij een dag later in een interview met de Zwitserse televisie het bestaan van de Holocaust openlijker in twijfel. Eerder wilde hij de Holocaust nog "onderzoeken".

### Israël
De Israëlische premier Netanyahu: "We zullen niet toelaten dat ontkenners van de Holocaust een nieuwe Holocaust tegen het Joodse volk uitvoeren." "Iran wil het Joodse volk net zo behandelen als Adolf Hitler 65 jaar geleden", verklaarde de Israëlische vice-premier Silvan Shalom ten tijde van de conferentie bij de herdenking van de Holocaust in het Poolse Auschwitz, in een reactie op de rede van de Iraanse president. In Israël zelf werd opgetogen gereageerd op het weglopen van de gedelegeerden tijdens de toespraak van Ahmadinejad, hoewel velen er de wegloopactie tevens echter nog steeds "te weinig en te laat" vonden.
"Waarom zijn de andere gedelegeerden eigenlijk niet weggelopen?" vroeg analist Jonathan Rynhold van de Bar-Ilan universiteit in Tel Aviv. "Iedereen die daar blijft zitten moet zichzelf rechtvaardigen omdat ze passief instemmen met de standpunten van een ontkenner van de Holocaust."
Rynhold noemde het VN-mensenrechtenbeleid een "grap". De meeste VN-veroordelingen hebben betrekking op Israël en zouden volgens hem worden geïnitieerd door staten die de hand in eigen boezem zouden mogen steken. "Israël wordt door hen slechts gebruikt als excuus om het eigen falen te verbloemen."
Arabische leden van het Israëlische parlement spraken echter over een "weglopen in schaamte".
De Israëlische regering had maanden tevoren al laten weten te zullen wegblijven van de conferentie. Verwacht werd dat de conferentie een "tragische schijnvertoning" zou worden. "De top is officieel bedoeld om racisme aan de kaak te stellen, maar er is een ontkenner van de Holocaust uitgenodigd, die heeft opgeroepen Israël te vernietigen", stelde een woordvoerder: Ahmadinejad organiseerde enkele jaren eerder in Teheran een '"wetenschappelijke' Holocaust-conferentie", waar de genocide op zes miljoen Joden als "een mythe" werd betiteld.
Op de eerste dag van de conferentie leidde een ontmoeting tussen de Zwitserse president Merz en de Iraanse president Ahmadinejad tot een diplomatieke rel tussen Zwitserland en Israël. De regering in Jeruzalem riep uit protest tegen deze ontmoeting zijn ambassadeur Ilan Egar uit Bern terug "voor overleg". Volgens een Israëlische regeringsverklaring was daartoe besloten om "zo de onvrede te tonen over het houden van de Durban II conferentie in Genève, waaraan ook een racistische Holocaust-ontkenner deelneemt die in het openbaar heeft gezegd dat het zijn bedoeling is om Israël van de kaart te vegen". Merz liet weten de kritiek op deze ontmoeting te kunnen begrijpen, maar "onrechtvaardig" te vinden, aangezien het Ahmadinejads eerste officiële ontmoeting met een westers staatshoofd betrof. Een jaar eerder was de Zwitserse ambassadeur in Tel Aviv op het matje geroepen bij de Israëlische minister van Buitenlandse Zaken, nadat Zwitserland een overeenkomst over gasleveranties had getekend met Iran. "Een bijeenkomst van de president van een democratisch land met een bekende Holocaustontkenner, die ook oproept tot de verwoesting van Israël, is in strijd met de waarden die Zwitserland vertegenwoordigt en die het hoog zou moeten houden", luidde de verklaring van het ministerie van Buitenlandse Zaken in Jeruzalem.

### Italië
De Italiaanse minister van Buitenlandse Zaken besloot als eerste van de EU-lidstaten op 5 maart 2009 de conferentie te boycotten. Franco Frattini liet weten dat het afwijzen van het Nederlandse voorstel de doorslag gaf. Hij noemde drie hoofdpunten voor de boycot: Het goedkeuren van de slotverklaring van Durban 2001 waarin Israël als enige land ter wereld werd genoemd onder de moties aangaande racisme, het onvoldoende behandelen van de Holocaust en tot slot de voorstellen tot beperken van de vrijheid van meningsuiting aangaande kritiek op religies en hun aanhangers. Volgens de Italiaanse minister heeft de EU politieke zwakheid vertoond en heeft zij verzuimd eensgezind op te treden.

### Vaticaan
- De anti-Israëlische toespraak van Iraanse president was "extremistisch en beledigend", volgens een woordvoerder van het Vaticaan, pater Federico Lombardi. De gewraakte uitlatingen zouden "niet bijdragen aan de dialoog" en "een onaanvaardbaar conflict veroorzaken"[31].

## Voetnoten
1. ↑  Durban Review Conference, Palais des Nations, Genève - website UNOG (United Nations Office at Geneva)[dode link]
2. ↑  Durban Review Conference officiële conferentie-website. Gearchiveerd op 2 juli 2021.
3. ↑  Mark van Assen "Alles draait uiteindelijk om Israël en de Palestijnen; Voorspelbare emoties verpesten VN-racisme-top", in dagblad De Pers, dinsdag 21 april 2009, pag. 5
4. ↑  "'Racismetop ging al mis bij het kiezen van de datum'", in dagblad Trouw, 21 april 2009, pag. 8-9
5. ↑  "Verhagen terecht absent", in Reformatorisch Dagblad, dinsdag 21 april 2009, pag.1
6. ↑  Tijd.be. Gearchiveerd op 7 mei 2016.
7. ↑  "Nederland moet zich óp VN-podia verweren tegen kapen thema's" in dagblad Trouw, dinsdag 21 april 2009, pag. 2-3
8. ↑  "Protesten tijdens haatrede Iran; Racismeconferentie VN Amnesty International hekelt boycot top door Europese landen", in dagblad Trouw, dinsdag 21 april 2009, pag. 8-9
9. ↑  "Eerste dag VN-top mislukt" in Reformatorisch Dagblad, dinsdag 21 april 2009, pag. 1
10. ↑  website regering.nl Nederland niet naar antiracismetop VN
11. ↑  Bericht Nederlandse Ministerie van Buitenlandse Zaken Nederland neemt niet deel aan antiracisme conferentie. Gearchiveerd op 5 november 2013. Geraadpleegd op 8 augustus 2023.
12. ↑  Kamerbrief inzake deelname aan de Durban Review-conferentie. Gearchiveerd op 5 november 2013. Geraadpleegd op 8 augustus 2023.
13. ↑  Ahmedinejad speech: full text (PressTV). Gearchiveerd op 24 april 2009. Geraadpleegd op 8 augustus 2023.
14. ↑  Michael Lerner "De tirade van Ahmadinejad", in dagblad Trouw, 25 april 2009, katern Letter & Geest, p.75
15. 1 2  "Ahmadinejad bruuskeert VN-top tegen racisme met 'afschuwelijke retoriek' - Iraanse president jaagt EU, VS en Israël op de kast", in AD/Algemeen Dagblad, dinsdag 21 april 2009, pag.12
16. ↑  Diplomats walk out of speech by Iran's president European Voice
17. ↑  "Ahmadinejad trok Holocaust wél in twijfel", in dagblad Het Parool, woensdag 22 april 2009, pag. 8
18. ↑  "Ahmadinejad had rede afgezwakt", in NRC Handelsblad, 22 april 2009, pag. 5
19. ↑  "Ahmadinejad veroorzaakt grote ophef bij VN-top; Iraanse president noemt Israël racistisch, Europese diplomaten lopen weg uit protest, Ban Ki-moon hekelt toespraak", in NRC Handelsblad, 21 april 2009, pag.5
20. ↑  "Ahmadinejad shockeert met haatspeech; President valt Israël aan op VN-top", in De Telegraaf, dinsdag 21 april 2009, pag. 11
21. ↑  Thomas Verfuss "VN hekelen manipulatie rond Antiracismeconferentie", bericht Algemeen Nederlands Persbureau ANP, vrijdag 24 april 2009
22. ↑  Thomas Verfuss "VN hekelen manipulatie rond Antiracismeconferentie" (2), bericht Algemeen Nederlands Persbureau ANP, vrijdag 24 april 2009
23. ↑  Rob Buitenweg "Verhagen had wel naar Genève moeten gaan", in dagblad Trouw, 22 april 2009, pag. 28
24. ↑  Margreet Wewerinke "Europa slaat modderfiguur met optreden in Genève", in dagblad Trouw, 23 april 2009
25. ↑  Laurens Scholten "Iraanse pers prijst rede Ahmadinejad", bericht Algemeen Nederlands Persbureau ANP, dinsdag 21 april 2009
26. ↑  Jan van Benthem "Iran voert anti-Israëlhetze op", in Nederlands Dagblad, donderdag 23 april 2009, pag. 1
27. ↑  "Auschwitz 'Iran zelfde als Hitler'" in dagblad De Pers, woensdag 22 april 2009, apg. 5
28. ↑  Laurens Scholten "'Iran wil nazi-Duitsland volgen'", bericht Algemeen Nederlands Persbureau ANP
29. ↑  Ad Bloemendaal "Israël laakt VN en Zwitserland", in Leeuwarder Courant, dinsdag 21 april 2009
30. ↑  "Frattini: Durban II boycott was required" in Jpost, 26 april 2009
31. ↑  "Vaticaan levert forse kritiek op rede Ahmadinejad", in Friesch Dagblad, woensdag 22 april 2009